# Asura flavescens
Asura flavescens là một loài bướm đêm thuộc phân họ Arctiinae, họ Erebidae.